# Ministerstwo ds. Reintegracji Tymczasowo Okupowanych Terytoriów Ukrainy
Ministerstwo ds. Reintegracji Tymczasowo Okupowanych Terytoriów Ukrainy, Ministerstwo Reintegracji (ukr. Міністерство з питань реінтеграції тимчасово окупованих територій України, Ministerstwo z pytań reintehraciji tymczasowo okupowanych terytorij Ukrainy, Minreintehraciji) – urząd administracji rządowej Ukrainy utworzony 20 kwietnia 2016 roku w celu zarządzania kwestiami związanymi z okupowanymi częściami obwodów donieckiego, ługańskiego i Krymu, znajdującymi się pod rosyjską okupacją od 2014 roku. Po pełnoskalowej rosyjskiej inwazji na Ukrainę w 2022 roku Ministerstwo Reintegracji odpowiada za zarządzanie sytuacją związaną z nowymi terenami okupowanymi, zwłaszcza w obwodzie chersońskim i zaporoskim, które w październiku 2022 roku zostały nielegalnie zaanektowane przez Rosję.
Po 24 lutego 2022 roku jednym z głównym zadań ministerstwa jest humanitarna odpowiedź na problemy ludzi, którzy ucierpieli w wyniku wojny. Przede wszystkim dotyczy to osób będących uchodźcami wewnętrznymi oraz mieszkańcami terenów przyfrontowych. Dzięki działalności Ministerstwa Reintegracji w 2022 roku z terenów okupowanych oraz przyfrontowych udało się ewakuować ponad pół miliona cywilów.

## Zadania Ministerstwa
Od początku pełnoskalowej inwazji rosyjskiej na Ukrainę w lutym 2022 roku główną misją Ministerstwa Reintegracji jest „humanitarna odpowiedź na problemy ludzi, którzy ucierpieli w wyniku wojny”, przede wszystkim w zakresie pomocy osobom wewnętrznie przesiedlonym i mieszkańcom terenów przyfrontowych.
Zadania realizowane przez ministerstwo:
- ewakuacja ludności cywilnej ze stref niebezpiecznych
- pomoc humanitarna i ochrona socjalna osób wewnętrznie przesiedlonych i mieszkańców terytoriów przyfrontowych
- odzyskanie i reintegracja terytoriów okupowanych
- integracja osób wewnętrznie przesiedlonych w hromadach przyjmujących
- przestrzeganie przepisów międzynarodowego prawa humanitarnego
- prowadzenie rejestrów jeńców wojennych, zakładników cywilnych, osób deportowanych i przymusowo wysiedlonych
- pomoc zwalnianym z niewoli
- organizacja powrotu deportowanych obywateli
- organizacja zwrotu ciał poległych obrońców Ukrainy
- poszukiwanie osób zaginionych, w celu którego utworzono stanowisko pełnomocnika ds. osób zaginionych
- ochrona suwerenności informacyjnej, zapewnienie wpływu informacyjnego na mieszkańców terytoriów czasowo okupowanych, obszarów przygranicznych, a także terytoriów wyzwolonych
- polityka sankcyjna
- działalność przeciwminowa

Na podstawie wykazu miejscowości zagrożonych i okupowanych, aktualizowaną przez Ministerstwo Reintegracji, wypłacana jest pomoc dla mieszkańców, którzy zdecydowali się opuścić swoje domy i zostać osobami wewnętrznie przesiedlonymi.

## Historia Ministerstwa
Pod koniec lutego 2014 roku w czasie Euromajdanu i Rewolucji Godności Federacja Rosyjska rozpoczęła zbrojną operację zajęcia Półwyspu Krymskiego. W marcu 2014 roku terytorium zostało nielegalnie przyłączone do Rosji.
W kwietniu 2014 roku wspierane przez Rosję protesty we wschodniej Ukrainie doprowadziły do zajęcia budynków administracyjnych w miastach obwodu donieckiego i ługańskiego przez grupy zbrojne, w skład których oprócz przedstawicieli miejscowej ludności wchodzili rosyjscy oficerowie. Działania te doprowadziły do wojny w Donbasie będącej częścią szerszej wojny rosyjsko-ukraińskiej. Powstały wówczas wspierane przez Rosję samozwańcze Doniecka Republika Ludowa i Ługańska Republika Ludowa, sprawujące faktyczną kontrolę nad wschodnią częścią Donbasu i nieuznające ukraińskiej władzy na całym terytorium obu obwodów.
Według danych ukraińskiego rządu, wojna w Donbasie doprowadziła do tego, że do marca 2016 roku 1,6 miliona ludzi stało się uchodźcami wewnętrznymi. Biuro Wysokiego Komisarza Narodów Zjednoczonych ds. Praw Człowieka poinformowało w marcu 2016 roku, że na terytoriach Ukrainy kontrolowanych przez rząd w Kijowie żyło od 800 tysięcy do 1 miliona uchodźców.
W związku z istniejącym kryzysem ukraińskie władze podjęły decyzję o utworzeniu wyspecjalizowanego ministerstwa zajmującego się sprawami uchodźców wewnętrznych. 14 kwietnia 2016 roku Rada Najwyższa Ukrainy mianowała dotychczasowego szefa Państwowej Agencji ds. Odbudowy Donbasu Wadyma Czernysza ministrem ds. terytoriów tymczasowo okupowanych i osób wewnętrznie przesiedlonych. Samą instytucję powołano do życia 20 kwietnia z połączenia Państwowej Agencji ds. Odbudowy Donbasu oraz Państwowej Służby ds. Autonomicznej Republiki Krymu i miasta Sewastopol. W wywiadzie udzielonym następnego dnia po objęciu stanowiska minister Czernysz zapowiedział, że nowo powstałe ministerstwo będzie starać się „poszukiwać rozwiązań i strategii reintegracji”, aby Ukraina odzyskała kontrolę nad Krymem i okupowanymi częściami Donbasu.
Po zwycięstwie partii Sługa Ludu w wyborach parlamentarnych w lipcu 2019 roku i zdobyciu pierwszej w historii Rady Najwyższej Ukrainy samodzielnej większości doszło do powołania rządu Ołeksija Honczaruka. Nowym ministrem została Oksana Kolada, dotychczasowa wiceminister ds. weteranów i pułkownik rezerwy, służąca w czasie wojny w Donbasie. Wraz z powołaniem nowej minister w zakres działalności ministerstwa włączono sprawy weteranów.
23 stycznia 2020 roku Kolada zapowiedziała, że ministerstwo zostanie podzielone, a na czele przyszłego Ministerstwa Reintegracji może stanąć wyspecjalizowany wicepremier. 4 marca 2020 roku z nowym rządzie Denysa Szmyhala stanowisko to objął Ołeksij Reznikow, dotychczasowy członek komisji trójstronnej do spraw rozwiązania wojny w Donbasie. Na czele nowo powstałego ministerstwa ds. weteranów stanął generał Serhij Bessarab.
4 listopada 2021 roku na czele ministerstwa stanęła Iryna Wereszczuk, posłanka Sługi Ludu kierująca podkomisją ds. bezpieczeństwa państwowego i obronności w komisji bezpieczeństwa narodowego, obrony i wywiadu Rady Najwyższej Ukrainy.
Historia organizacyjna Ministerstwa Reintegracji:
Przed utworzeniem Ministerstwa:
- Państwowa Agencja ds. Odbudowy Donbasu (10 września 2014 – 20 kwietnia 2016)[13]
- Państwowa Służba ds. Autonomicznej Republiki Krymu, miasta Sewastopol i Osób Tymczasowo Przesiedlonych (17 lipca 2014 – 22 października 2014)[14]
- Państwowa Służba ds. Autonomicznej Republiki Krymu i miasta Sewastopol (22 października 2014 – 20 kwietnia 2016)[15]

Po utworzeniu Ministerstwa:
- Ministerstwo ds. Tymczasowo Okupowanych Terytoriów i Uchodźców Wewnętrznych (20 kwietnia 2016 – 29 sierpnia 2019)[6]
- Ministerstwo ds. Weteranów, Tymczasowo Okupowanych Terytoriów i Uchodźców Wewnętrznych (29 sierpnia 2019 – 4 marca 2020)[8]
- Ministerstwo ds. Reintegracji Tymczasowo Okupowanych Terytoriów (od 4 marca 2020)[10]

### Ministrowie
| Lp. | Imię i nazwisko          | Zdjęcie | Objęcie urzędu   | Złożenie urzędu  | Rząd                      |
| --- | ------------------------ | ------- | ---------------- | ---------------- | ------------------------- |
| 1.  | Wadym Czernysz           |         | 20 kwietnia 2016 | 29 sierpnia 2019 | Rząd Wołodymyra Hrojsmana |
| 2.  | Oksana Kolada            |         | 29 sierpnia 2019 | 4 marca 2020     | Rząd Ołeksija Honczaruka  |
| 3.  | Ołeksij Reznikow         |         | 4 marca 2020     | 3 listopada 2021 | Rząd Denysa Szmyhala      |
| 4.  | Iryna Wereszczuk         |         | 4 listopada 2021 | 5 września 2024  | Rząd Denysa Szmyhala      |
| 5   | Anatolij Stelmach (p.o.) |         | 6 września 2024  | 3 grudnia 2024   | Rząd Denysa Szmyhala      |
| 6   | Ołeksij Czernyszow       |         | 3 grudnia 2024   | nadal            | Rząd Denysa Szmyhala      |

## Działalność
W lipcu 2018 roku ministerstwo poinformowało, że prowadzona przez władze rosyjskie polityka ekologiczna na okupowanym Krymie może doprowadzić do zniszczenia unikalnych ekosystemów Półwyspu Krymskiego, w tym zniszczenia chronionych krajobrazów, tradycyjnego rolnictwa i erozję gleby. Oświadczenie to miało miejsce po publikacji danych ukazujących znaczące zmniejszenie poziomu pokrywy roślinnej na półwyspie.
W raporcie z prac ministerstwa w 2018 roku poinformowano, że w ciągu roku w Donbasie rozminowano 75 km gazociągów i wyremontowano prawie 26,7 km. W mieście Popasna w obwodzie ługańskim wybudowano wieżę ciśnień, a w całym regionie przeprowadzono ponad 5 tysięcy prac naprawczych, uruchomiono dwie przepompownie i zapewniono dostęp do wody dla 3,7 miliona mieszkańców. W ciągu 2018 roku ministerstwo wypłaciło ponad 17 mln UAH na pomoc rodzinom więźniów politycznych i jeńców wojennych.
W 2020 roku utworzono dwa centra usługowe dla mieszkańców terytoriów okupowanych w pobliżu granicy kontroli – w mieście Szczastia w obwodzie ługańskim oraz Nowotrojićkich w obwodzie chersońskim w pobliżu granic administracyjnych kontrolowanego przez Rosję Krymu. W miastach Szczastia oraz Zołote uruchomiono także dwa nowe punkty kontrolne. W 2020 roku po raz pierwszy od wybuchu wojny w Donbasie rozpoczęto wypłatę odszkodowań za zniszczenie mieszkań w wyniku rosyjskiej agresji zbrojnej. Rozpoczęto także rozmowy z Google w sprawie wprowadzenia języka krymskotatarskiego do Tłumacza Google.
W lutym 2021 roku minister Reznikow odwiedził Polskę. W czasie spotkania z szefem gabinetu Prezydenta Rzeczypospolitej Polskiej Krzysztofem Szczerskim zaprosił Andrzeja Dudę na szczyt Platformy Krymskiej poświęconej tematyce okupowanego przez Rosję półwyspu. Na spotkaniu z ekspertami z Polskiego Instytutu Spraw Międzynarodowych omówiono zagadnienia dotyczące deokupacji Donbasu i Krymu oraz możliwości inwestycyjne w ramach reintegracji okupowanych terytoriów Ukrainy.

### Od 2022 roku
Zgodnie z raportem opublikowanym przez ministerstwo za rok 2022 od pierwszych tygodni inwazji na pełną skalę ministerstwo zorganizowało 165 korytarzy humanitarnych, którymi w okresie między marcem a majem 2022 roku ewakuowano ponad 350 tysięcy cywilów, głównie kobiet, dzieci i osób starszych, w tym cywilów z Azowstalu. Zapewniono także pracę Centrali Koordynacyjnej ds. ewakuacji ludności cywilnej z obszarów niebezpiecznych, w ramach której ewakuowano łącznie ponad 150 tysięcy osób.
W czasie wojny powołano instytucję pełnomocnika do spraw osób zaginionych w szczególnych okolicznościach. Utworzono 7 specjalnych grup do poszukiwania ciał, rzeczy i dokumentów osób zmarłych. Odbyto ponad 50 wyjazdów na tereny okupowane, w wyniku których ekshumowano ponad 700 ciał, rzeczy i dokumentów. Rzecznik zorganizował 16 transportów zwłok, w wyniku czego zapewniono repatriację 869 ciał (szczątków) osób zabitych w związku z agresją zbrojną na Ukrainę.
W czerwcu 2022 roku wprowadzono stanowisko pełnomocnika ds. przesiedleńców wewnętrznych, który zainicjował rewizję zatwierdzonej Strategii integracji osób wewnętrznie przesiedlonych i wdrożenie średnioterminowych rozwiązań w zakresie przesiedleń wewnętrznych do 2024 roku. Przygotowano również projekt aktualizacji Strategii, a także opublikowane kwartalne raporty z pracy pełnomocnika.
W czerwcu 2022 roku powołano Centralę Koordynacyjną ds. ochrony praw osób deportowanych. W ramach prac centrali udzielono pomocy ponad 200 tysiącom osób, które opuściły terytorium Federacji Rosyjskiej. Utworzono portal „Dzieci Wojny”, w ramach którego rozpoczęto gromadzenie i międzyresortową wymianę informacji na temat deportowanych dzieci.
Do końca 2022 roku zebrano informacje na temat ponad 13 tysięcy deportowanych dzieci. Wdrożono także postanowienia przedłożonej przez prezydenta Ukrainy Wołodymyra Zełenskiego Ustawy „O ochronie społecznej i prawnej osób pozbawionych wolności osobistej w wyniku agresji zbrojnej przeciwko Ukrainie i członkom ich rodzin”, która weszła w życie 19 listopada 2022 roku. 1448 zwolnionym z niewoli oraz 462 rodzinom wojskowych i cywilów przebywającym w niewoli wypłacono jednorazową pomoc pieniężną w wysokości 100 000 UAH każda. Całkowita kwota pomocy do końca 2022 roku wyniosła 191 mln hrywien.
Według danych ministerstwa we wrześniu 2023 roku około 2800 ukraińskich miejscowości było nadal okupowanych przez siły rosyjskie. Od początku pełnoskalowej rosyjskiej inwazji ukraińska armia wyzwoliła 687 miejscowości. 17 listopada Ministerstwo Reintegracji podało, że w rosyjskiej niewoli przebywa 4337 osób, w tym 763 cywilów. Tego samego dnia wicepremier Wereszczuk poinformowała o trwających pracach nad utworzeniem wykazu miejsc pobytu czasowego dla osób wewnętrznie przesiedlonych. Wykaz ma obejmować miejsca, w których przebywa co najmniej 10 takich osób w dniu przeprowadzenia kontroli przez urzędników. Celem stworzenia bazy jest ułatwienie możliwości kierowania pomocy zagranicznej w celu sfinansowania remontów obiektów znajdujących się na liście.

## Struktura
Struktura organizacyjna Ministerstwa Reintegracji wygląda następująco:
- Kierownictwo
- Służba patronacka Ministra (samodzielny departament)
- Dyrekcja Planowania Strategicznego i Integracji Europejskiej
- Dyrekcja ds. Osób Wewnętrznie Przesiedlonych i Terytoriów Tymczasowo Okupowanych
- Departament Ochrony Praw Obywateli Będących Ofiarami Agresji Zbrojnej
- Departament Wsparcia Prawnego
- Biuro finansów i gospodarki
- Biuro polityki informacyjnej
- Biuro komunikacji i prasy
- Biuro rozwoju cyfrowego, transformacji cyfrowych i cyfryzacji
- Biuro pracy z personelem i rozwoju organizacyjnego
- Sekretariat Sekretarza Stanu (niezależne biuro)
- Sekretariat Pełnomocnika ds. Osób Zaginionych w Szczególnych Okolicznościach (niezależne biuro)
- Sekretariat Pełnomocnika ds. Osób Wewnętrznie Przesiedlonych (niezależne biuro)
- Dział księgowości i raportowania
- Departament współpracy z władzami państwowymi
- Dział zarządzania personelem
- Sektor audytu wewnętrznego
- Sektor ds, zapobiegania i wykrywania korupcji
- Główny specjalista ds. działań niejawnych
- Główny specjalista ds. działań mobilizacyjnych
- Główny specjalista ds. kontroli wewnętrznej
- Departament Reagowania Kryzysowego

Ponadto pod nadzorem Ministerstwa Reintegracji znajdują się:
- Narodowe Biuro Informacji
- Państwowa agencja informacyjna „Re-inform”
- Przedsiębiorstwo państwowe „Reintehracija ta widnowlennja”